# Levon James
Levon James — другий мікстейп американського репера King Von, виданий лейблами Only the Family Entertainment та Empire Distribution 6 березня 2020 р. Виконавчий продюсер: Chopsquad DJ. Проєкт посів 40-ту сходинку Billboard 200. 
На обкладинці зображено посилання на передігровий ритуал із тальком Леброна Джеймса. 64-та хвилина й 64-ий номер форми є посиланням на 64th Street, де виріс Вон. 6 і 24 на таблі пов'язані з рядком у «Crazy Story»: «If y'all lose one more, that's 6 to 24» та є омажем пісні «Don't Get Smoked» (2014) репера 600Breezy із союзного сету 600, де 6 і 24 художньо позначають кількість убитих із двох ворожих сторін.
У березні 2020 року репер поглузував над тим, що на 63rd Street, де мешкав ворожий сет, висів біґборд із промо до Levon James. За іронією, альбом дебютував на 63-ій сходинці Billboard 200.

## Реліз і просування
У березні 2020 року виконавець дав інтерв'ю для «Billboard», в якому розповів про те, що йому довелося записувати мікстейп удома, позаяк на той час йому загрожував домашній арешт, а також про те, що свої навички оповідача здобув, читаючи багато книжок у в'язниці.
Вон також торкнувся теми назви альбому. Відчуваючи себе на вершині своєї гри, цілком доречним було назвати мікстейп на честь найкращого й також свого улюбленого гравця НБА на той час, Леброна Джеймса. Останній, з іншого боку, пізніше віддав шану чиказькому реперу у зв'язку з його смертю, заявивши, що він і його син, Бронні Джеймс, були його прихильниками.
В іншому інтерв'ю для HipHopDX репер заявив про слідування девізові «Practice makes perfect» (укр. «Навичка майстра ставить») і базування своїх робіт, таких як Levon James, на ньому. Його улюблені пісні на проєкті: «Block», «Trust Issues», «Baguette's», «3 A.M.», «Took Her to the O», «Broke Opps». Разом із тим, Вону сподобався весь проєкт в цілому. Наостанок він сказав, що планує займатися музикою ще 10 років, припустивши, що міг би досягти своїх музичних цілей і за 5 років, і що після цього він би більше не давав інтерв'ю і просто насолоджувався б життям.
Вихід Levon James анонсували 26 лютого 2020 року.

## Відеокліпи
16 листопада 2019 року оприлюднено кліп «2 A.M.», а 29 листопада — «Rollin». 21 лютого 2020 року сталась прем'єра «Took Her to the O». «On Yo Ass» випущено у день релізу мікстейпу 6 березня 2020 року. Режисер: CrownSoHeavy. У кліпі надупевнений у собі Вон грає роль учня, який протистоїть, а потім переслідує деяких деспотичних шкільних спортовців, зображених його суперниками. «Trust Issues» оприлюднено 20 березня. У пісні репер змінив ґанґста-акцент, щоб показати свій м'якіший бік, а у відео його приятель Yungeen Ace поклав око на ту саму дівчину й може бути більш причетним, ніж думає King Von. Режисер: DrewFilmedIt.
6 квітня 2020 року сталась прем'єра «3 A.M.». 6 квітня 2020 року Кліп на дрил-пісню «Broke Opps» вийшов 19 травня. Вон у масці для обличчя, прикрашеній коштовностями, влаштовує домашню вечірку в рідному O'Block, цілячись в усіх своїх опонентів. «Down Me» випущено 10 липня 2020 року. Режисер: CrownSoHeavy. Запрошений гість пісні Lil Durk не знявся в кліпі.

## Список пісень
| #     | Назва                                        | Тривалість |
| ----- | -------------------------------------------- | ---------- |
| 1.    | «Something Else»                             | 2:08       |
| 2.    | «Took Her to the O»                          | 3:16       |
| 3.    | «On Yo Ass» (з участю G Herbo)               | 2:37       |
| 4.    | «2 A.M.»                                     | 2:00       |
| 5.    | «Down Me» (з участю Lil Durk)                | 2:02       |
| 6.    | «Rollin» (з участю YNW Melly)                | 2:33       |
| 7.    | «Same As Us»                                 | 1:52       |
| 8.    | «Message» (з участю NLE Choppa)              | 2:58       |
| 9.    | «Broke Opps»                                 | 2:37       |
| 10.   | «Trust Issues» (з участю Yungeen Ace)        | 3:33       |
| 11.   | «Don't Want to Be Me»                        | 4:40       |
| 12.   | «Block»                                      | 2:45       |
| 13.   | «Str8» (з участю Tee Grizzley)               | 3:05       |
| 14.   | «3 A.M.»                                     | 2:06       |
| 15.   | «Baguette's» (з участю Booka600 та Lil Durk) | 2:49       |
| 16.   | «See Me Make It»                             | 2:17       |
| 43:27 |                                              |            |

## Чартові позиції
| Чарт (2020)                            | Найвища позиція |
| -------------------------------------- | --------------- |
| США Billboard 200                      | 40              |
| США Top R&B/Hip-Hop Albums (Billboard) | 21              |
| США Independent Albums (Billboard)     | 8               |